# High Maintenance
High Maintenance is de tweede ep van de Amerikaanse zangeres Miranda Cosgrove. Het album bestaat uit vijf nieuwe nummers en een dvd van Miranda waar je stukje van haar leven en haar tour kan zien. De ep is een reactie op haar tour, de Dancing Crazy Tour. De producenten van het album zijn Max Martin, Shellback en Rivers Cuomo

## Singles
- Dancing Crazy is de eerste single van High Maintenance. Het is geschreven in samenwerking met Avril Lavigne en Shellback. Het liedje kwam op 21 december 2010 uit.

## Nummers
1. Dancing Crazy
2. High Maintenance (ft. Rivers Cuomo)
3. Face Of Love
4. Kiss You Up
5. Sayonara